# Родионов, Владимир Евстафьевич
Владимир Евстафьевич Родионов (31 мая 1947, Казань — 18 декабря 2023, Саратов) — советский баскетболист, советский и российский баскетбольный тренер, спортивный функционер, предприниматель. В качестве игрока выступал на позиции атакующего защитника за саратовский «Спартак» (1965—1977). Главный тренер клуба «Автодор» (1982—1990), (1999—2004) (с перерывами), (2007—2015) (с перерывами). Президент и владелец «Автодора» (1990—2023), генеральный директор баскетбольного клуба «Динамо» (Санкт-Петербург) (2004—2006).
Мастер спорта СССР по баскетболу (1966), а также ещё четырём видам спорта. Заслуженный тренер России (1994). Член Зала славы Единой лиги ВТБ (2023).

## Биография
Владимир Родионов родился 31 мая 1947 года в Казани. Баскетболом начал заниматься в юношеском возрасте, в 1965 году переехал в Саратов и поступил в индустриальный техникум.
В 1965 году стал игроком саратовского баскетбольного клуба «Спартак» на позиции атакующего защитника. В 1966 году в составе «Спартака» стал серебряным призёром чемпионата РСФСР, получил звание мастера спорта СССР по баскетболу.
После завершения карьеры игрока в 1977 году сосредоточился на трудовой деятельности в сфере строительства. В 1982 году был назначен главным тренером саратовского клуба «Спартак» (позже — «Автодор»).
Первым серьёзным успехом команды (выступала под флагом Саратовской области) под руководством Родионова стала домашняя победа на Спартакиаде народов РСФСР в 1985 году. В 1987 году команда стала финалистом Кубка РСФСР, проиграв хозяйке турнира — иркутскому «Строителю», а также стала чемпионом РСФСР. По итогам сезона 1986/87 команда стала участником первой лиги, однако по окончании сезона 1987/88 вылетела из числа её участников. В 1990 году «Автодорожник» переходит на хозрасчётный характер работы, а Родионов становится президентом клуба, совмещая эту работу с ведением бизнеса.
Под общим руководством Родионова команда в 1991 году стала участником последнего розыгрыша высшей лиги СССР, а в 1992 году — одной из четырёх участников первого чемпионата России, по итогам которого стала бронзовым призёром и вышла в Кубок Корача. По итогам сезона 1993/94 «Спартак-Автодорожник» впервые стал финалистом чемпионата России, проиграв ЦСКА. По окончании сезона Родионову было присвоено звание Заслуженный тренер России. В сезоне 1995/1996 «Автодорожник» стал бронзовым призёром чемпионата России. В сезонах 1996/1997, 1997/1998 «Автодор» стал победителем регулярного чемпионата Суперлиги А и финалистом чемпионата России. В сезоне 1997/1998 команда стала полуфиналистом Еврокубка. В сезоне 1998/1999 «Автодор» — финалист чемпионата России и участник группового этапа Евролиги.

#### Динамо (Санкт-Петербург, 2004—2006)
По итогам сезона 2003/2004 саратовский «Автодор» впервые в истории занял 10 место, что совпало с предложением Родионову возглавить в качестве генерального директора новообразованный баскетбольный клуб «Динамо» из Санкт-Петербурга.
В сезоне 2004/05 клуб, получивший право играть вместо «Автодора» в Суперлиге А и Евролиге ФИБА (позже Кубок Вызова ФИБА), по итогам сезона в чемпионате России в четвертьфинале уступил «Химкам», а в Евролиге ФИБА клуб одержал победу, выиграв все 20 матчей.
Перед началом сезона 2005/06 команда заняла 2-е место на предсезонном Кубке Кондрашина и Белова. В чемпионате России клуб завоевал бронзовые медали и участвовал в финале четырёх Кубка Европы ФИБА.
Перед сезоном 2006/07 клуб второй раз занял 2-е место на предсезонном Кубке Кондрашина и Белова, но вскоре обанкротился и прекратил существование.

#### «Автодор» (2006—2023)
Сезоне-2008/09 «Автодор» провёл в Суперлиге «Б». Обеспечив себе золотые медали за явным преимуществом ещё за 8 туров до финиша, команда отказывается от выступления в Суперлиге «А» из-за отсутствие необходимого финансирования.
В 2012 г. «Автодору» при поддержке губернатора Саратовской области Валерия Радаева была оказана финансовая помощь, что позволило клубу заявиться на сезон-2012/2013 гг. в Суперлигу. В команду были возвращены многие её воспитанники, отданные ранее в аренду в другие клубы. Усилившись по ходу сезона, саратовцы в итоге вышли в плей-офф и заняли 3 место в чемпионате Суперлиги.
В сезоне-2013/2014 гг. «Автодор» под руководством Владимира Родионова и Владимира Анциферова смог одержать победу в регулярном чемпионате Суперлиги, а затем, обыграв в четвертьфинальной серии плей-офф саранский клуб «Рускон-Мордовия» и в полуфинале «Спартак-Приморье» из Владивостока, в финальной серии за чемпионский титул одолел клуб из Сургута «Университет-Югра» со счетом 3-0.
С сезона 2014/2015 команда проводит в Единой Лиге ВТБ. пять раз становясь участником четвертьфиналов. С марта по апрель 2015 года Родионов становится главным тренером команды, выведя в дебютный сезон команду благодаря серии из семи побед подряд в плей-офф с седьмого места. На европейской арене команда дошла до четвертьфинала Кубка Вызова ФИБА.
Впоследствии команда при Родионове станет ещё четыре раза четвертьфиналистом розыгрыша Единой Лиги ВТБ, попадая параллельно в различные еврокубковые турниры.
Дали успехи и молодежные проекты «Автодора»: в сезоне 2015/16 заняв в регулярном чемпионате пятое место, «Автодор-2» дошел до финала Единой молодежной лиги ВТБ, где уступил ЦСКА 65:67, а в 2012 и 2018 году «Автодор-ДЮБЛ» становится чемпионом России.
В 2002 году Родионов принял приглашение возглавить молодёжную сборную России на чемпионате Европы среди молодёжных команд (игроки не старше 20 лет), который состоялся в Литве. Сборная России заняла на том турнире 4 место, проиграв в полуфинале сборной Испании, а в матче за третье место — сборной Франции. В 2012 году являлся главным тренером юношеской сборной России по баскетболу 3х3 на юношеском чемпионате мира в Мадриде. Летом 2014 г. Владимир Родионов возглавил кадетскую национальную сборную России (среди игроков не старше 16 лет). 
Умер 18 декабря 2023 года в Саратове после продолжительной болезни.

## Воспитанники
Под руководством Владимира Родионова были подготовлены 7 Заслуженных мастеров спорта по баскетболу: Евгений и Захар Пашутины, Виктор Хряпа, Сергей Моня, Семён Антонов, Виталий Носов и Сергей Иванов. Андрей Иванов и Владимир Веремеенко стали Мастерами спорта международного класса. Более 120 воспитанников Родионова стали мастерами спорта.

### Признание, награды
- Член Зала славы Единой лиги ВТБ (2023).
- Заслуженный тренер России (1994)

```
*
Мастер спорта СССР
 по баскетболу (1966), а также ещё четырём видам спорта.
```

## Достижения (как тренер и менеджер)

### «Автодор»
- Чемпион РСФСР (1987)
- 2-кратный Чемпион Суперлиги А (1996/1997, 1997/1998)
- Чемпион Суперлиги Б (2008/2009)
- Финалист Кубка РСФСР (1987)
- 4-кратный серебряный призёр чемпионата России (1993/1994, 1996/1997, 1997/1998, 1998/1999);
- 2-кратный бронзовый призёр чемпионата России (1992, 1995/1996).
- Бронзовый призёр Суперлиги (2012/2013)

### «Динамо» (Санкт-Петербург)
- Чемпион Евролиги ФИБА (2004/2005)
- 2-кратный финалист Кубка Кондрашина и Белова (2005, 2006)
- Бронзовый призёр чемпионата России (2005/06)